# Anacostia and Pacific Company
Die Anacostia & Pacific Company (FCRR) ist ein amerikanisches Unternehmen zur Gründung, Leitung und Beratung von Eisenbahnunternehmen. Sitz der 1985 gegründeten Gesellschaft ist Chicago.
Über das ebenfalls in Chicago ansässige, 1985 gegründete Tochterunternehmen Anacostia Rail Holdings Company betreibt Anacostia & Pacific sechs Eisenbahngesellschaften in den USA:
- Chicago, SouthShore and South Bend Railroad (Sitz in Michigan City (Indiana); gegründet 1990)
- Gulf Coast Switching Company (Sitz in Dayton (Texas); gegründet 2008)
- Louisville and Indiana Railroad (Sitz in Jeffersonville (Indiana); gegründet 1994)
- New York and Atlantic Railway (Sitz in New York City; gegründet 1997)
- Northern Lines Railway (Sitz in St. Cloud (Minnesota); gegründet 2004)
- Pacific Harbor Line (Sitz in Los Angeles; gegründet 1998)

Als erste dieser Gesellschaften hatte Anacostia Rail Holdings im Dezember 1990 die Chicago, SouthShore and South Bend Railroad gegründet, um den Güterverkehr auf der South Shore Line südöstlich von Chicago von der insolventen Venango River Corporation und deren nahezu identisch benannter Chicago, South Shore and South Bend Railroad zu übernehmen. Ein Großteil der Infrastruktur und der Personenverkehr der South Shore Line wurden zur selben Zeit vom staatlichen Northern Indiana Commuter Transportation District (NICTD) übernommen.
Anacostia & Pacific war weiterhin an der Bildung der MidSouth Rail, Otter Tail Valley Railroad, Montana Rail Link (an dieser hat sie noch Anteile) und der Kiamichi Railroad beteiligt.
Im Ausland war das Unternehmen in Privatisierungen in Argentinien (Nuevo Central Argentino) und Chile (Ferrocarril Del Pacifico) involviert.